# کیریتز
شهر کیریتز (به آلمانی: Kyritz) در ایالت برندنبورگ در کشور آلمان واقع شده‌است.

## نگارخانه

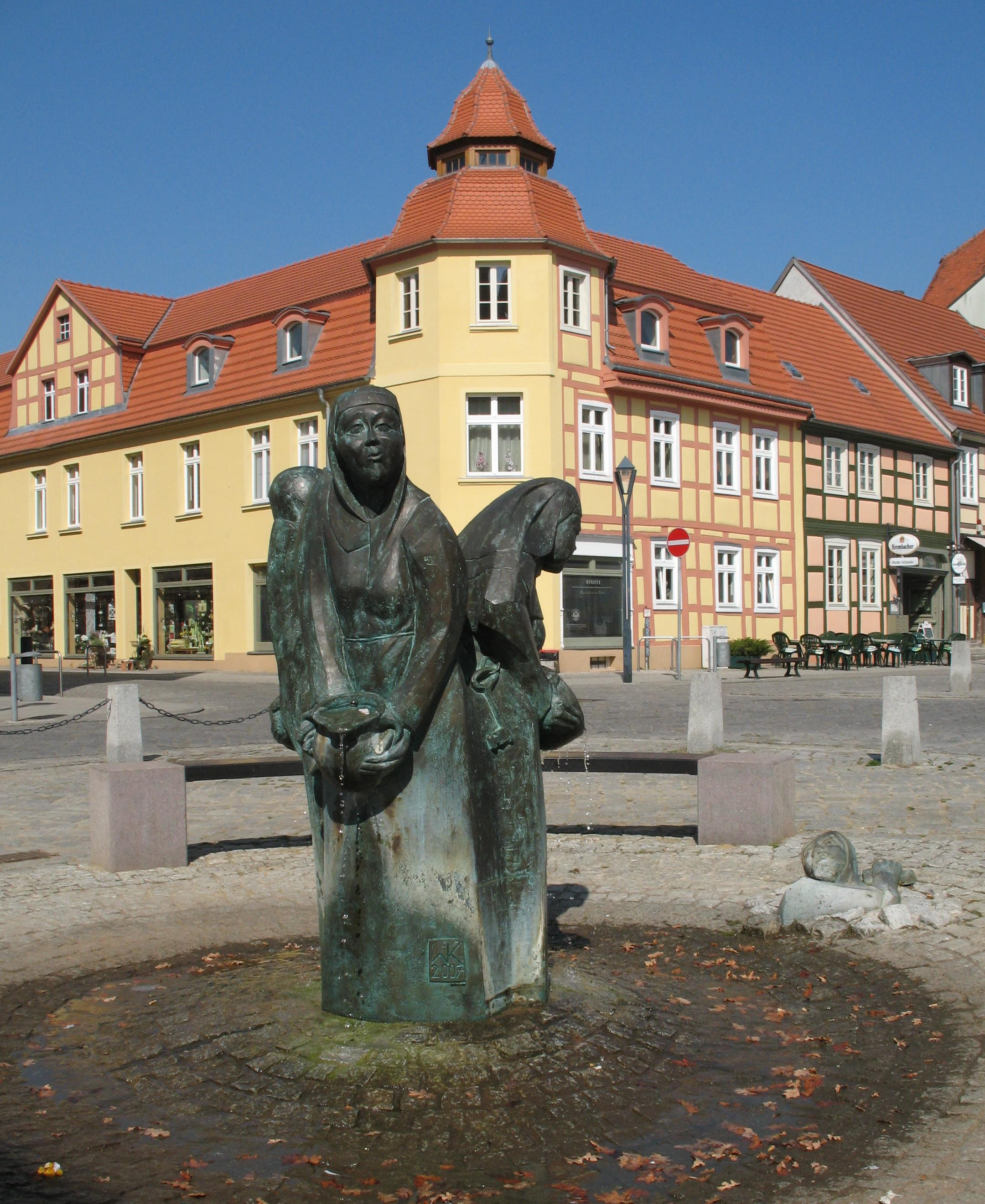
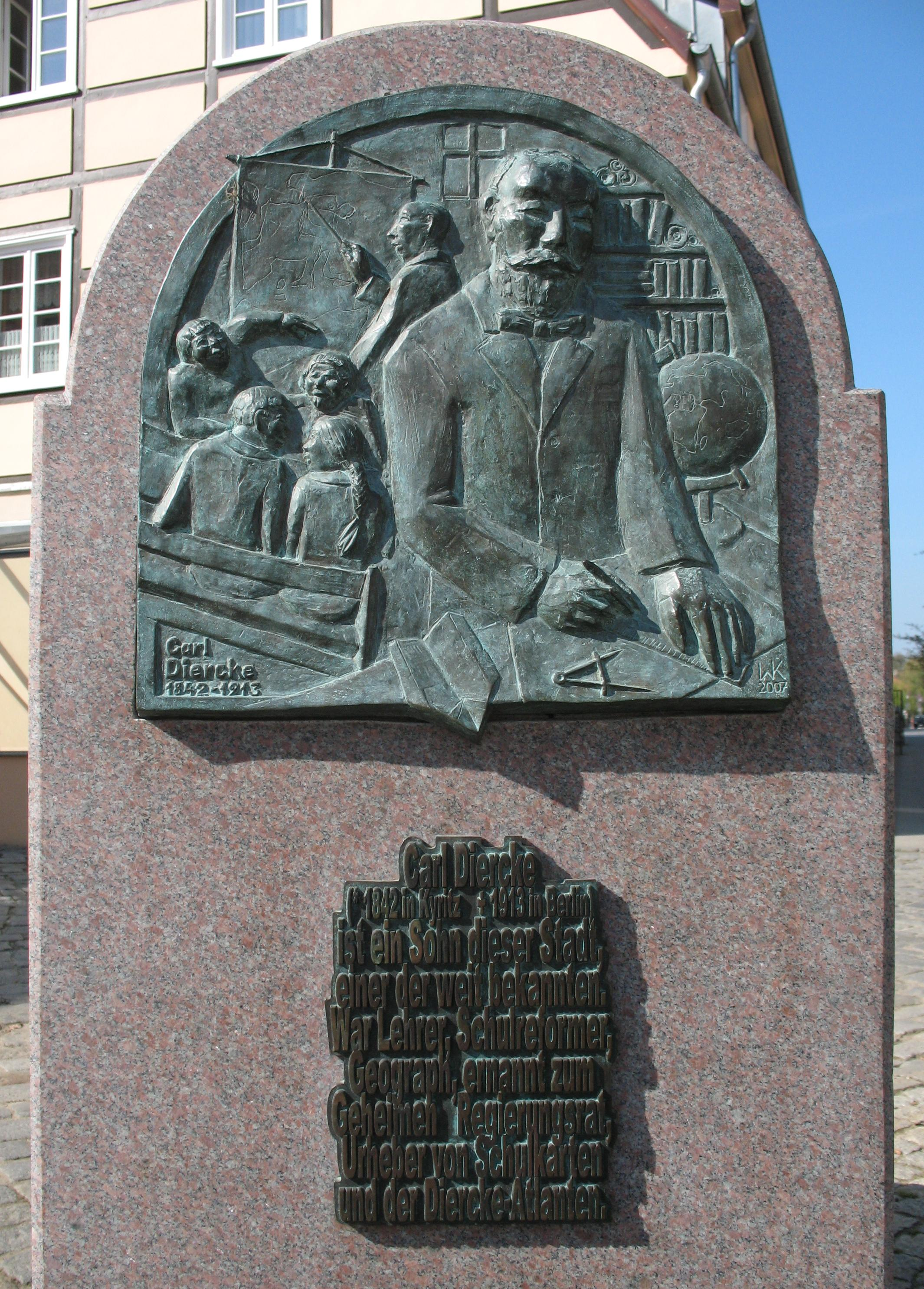
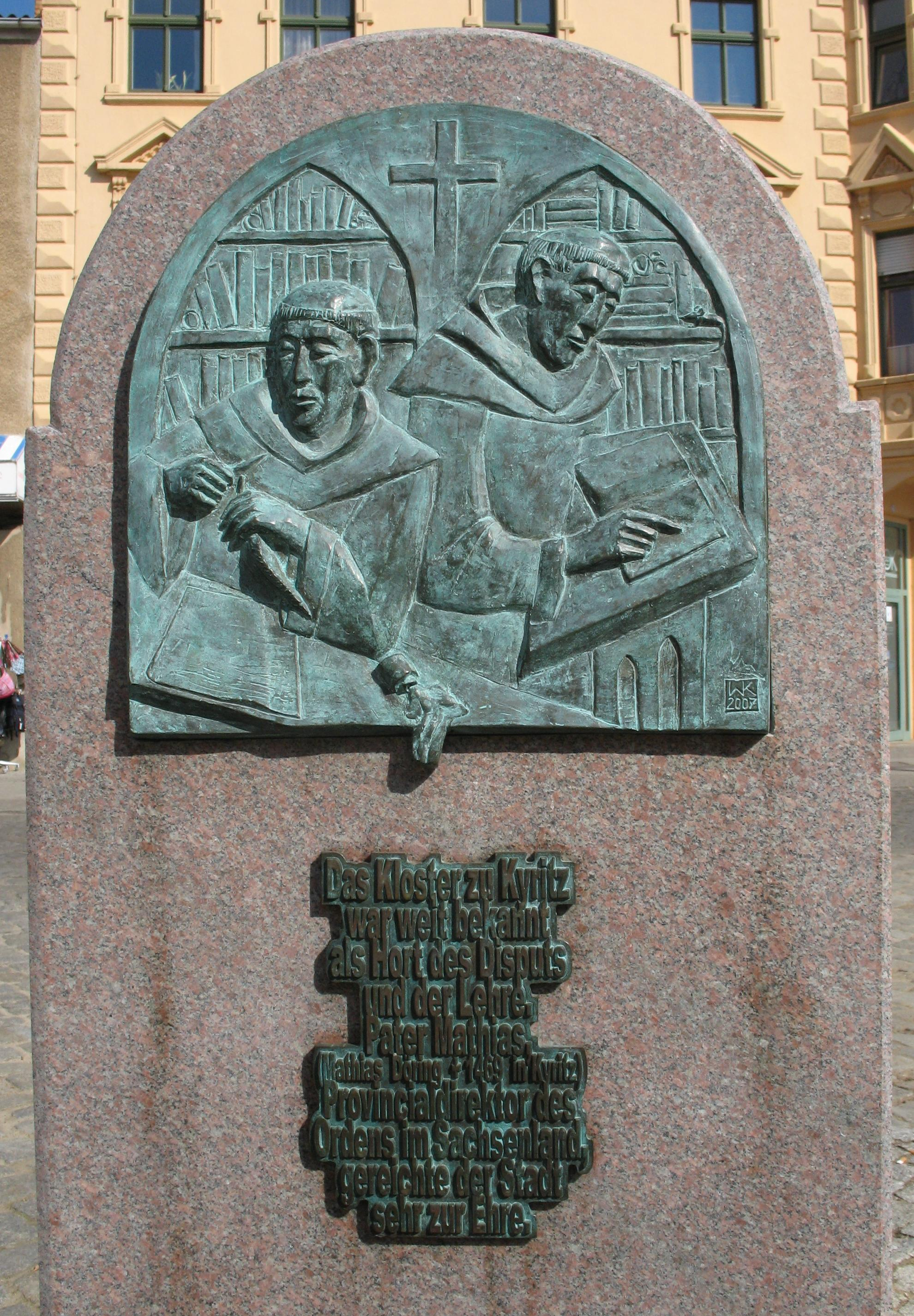
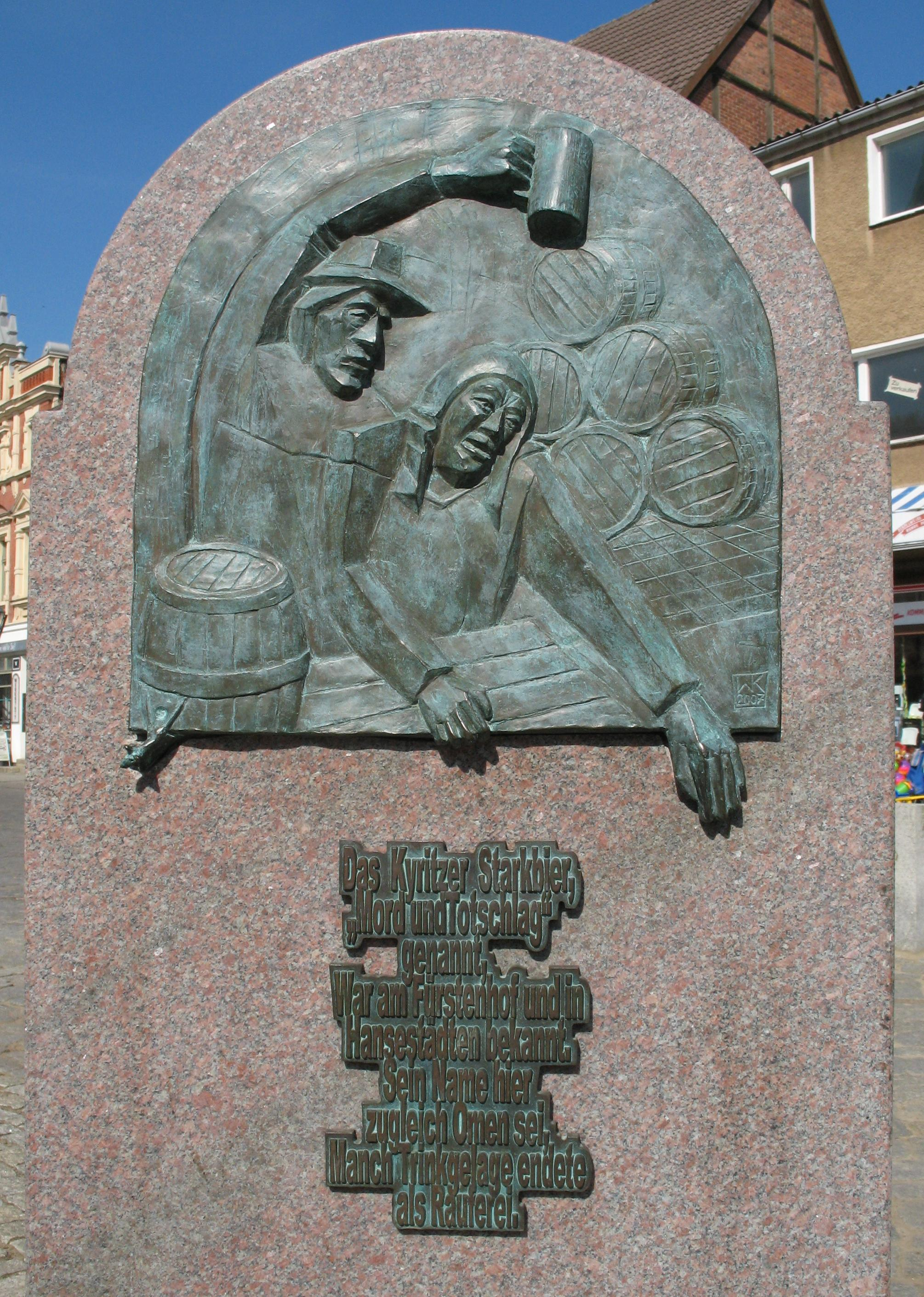
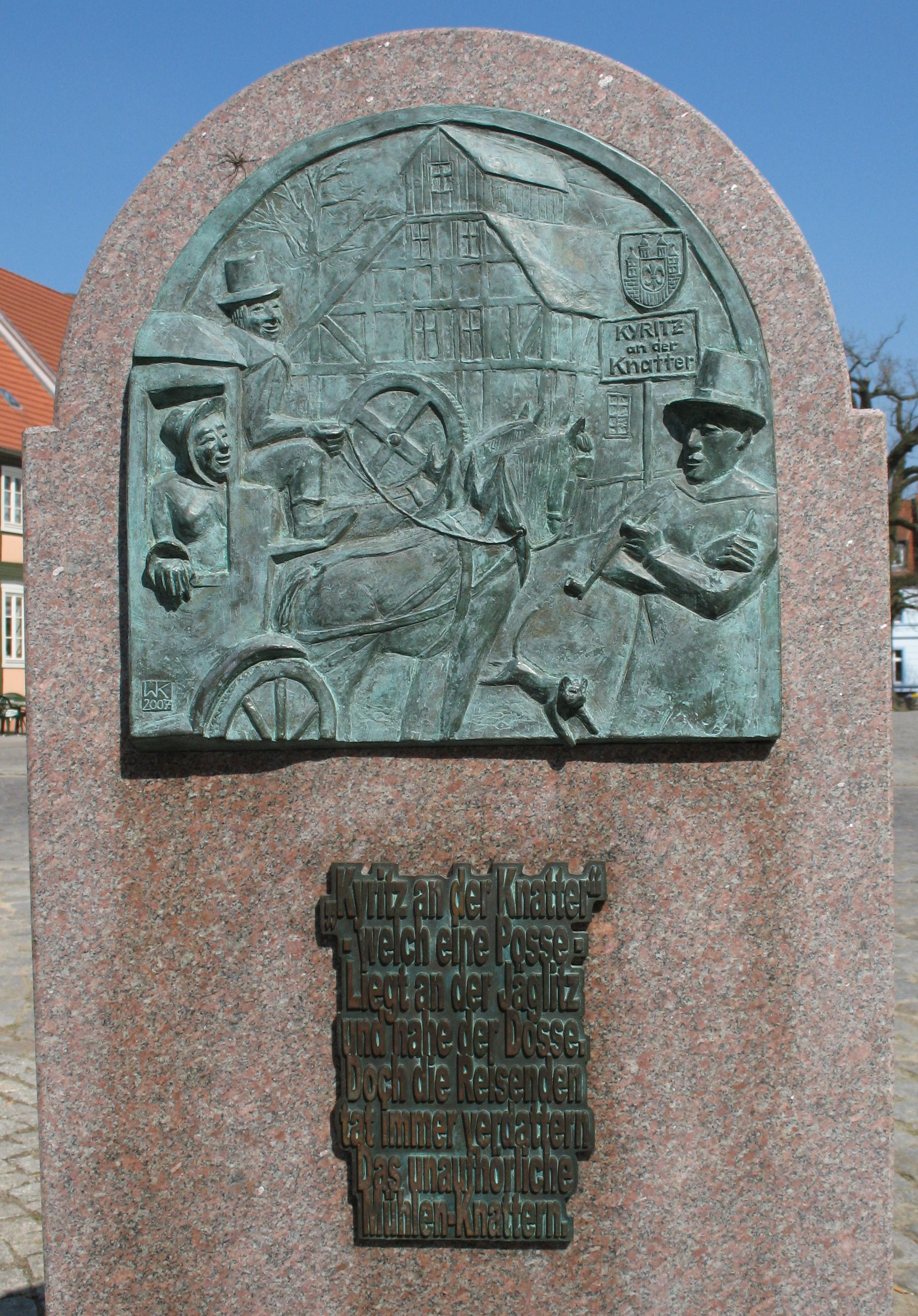
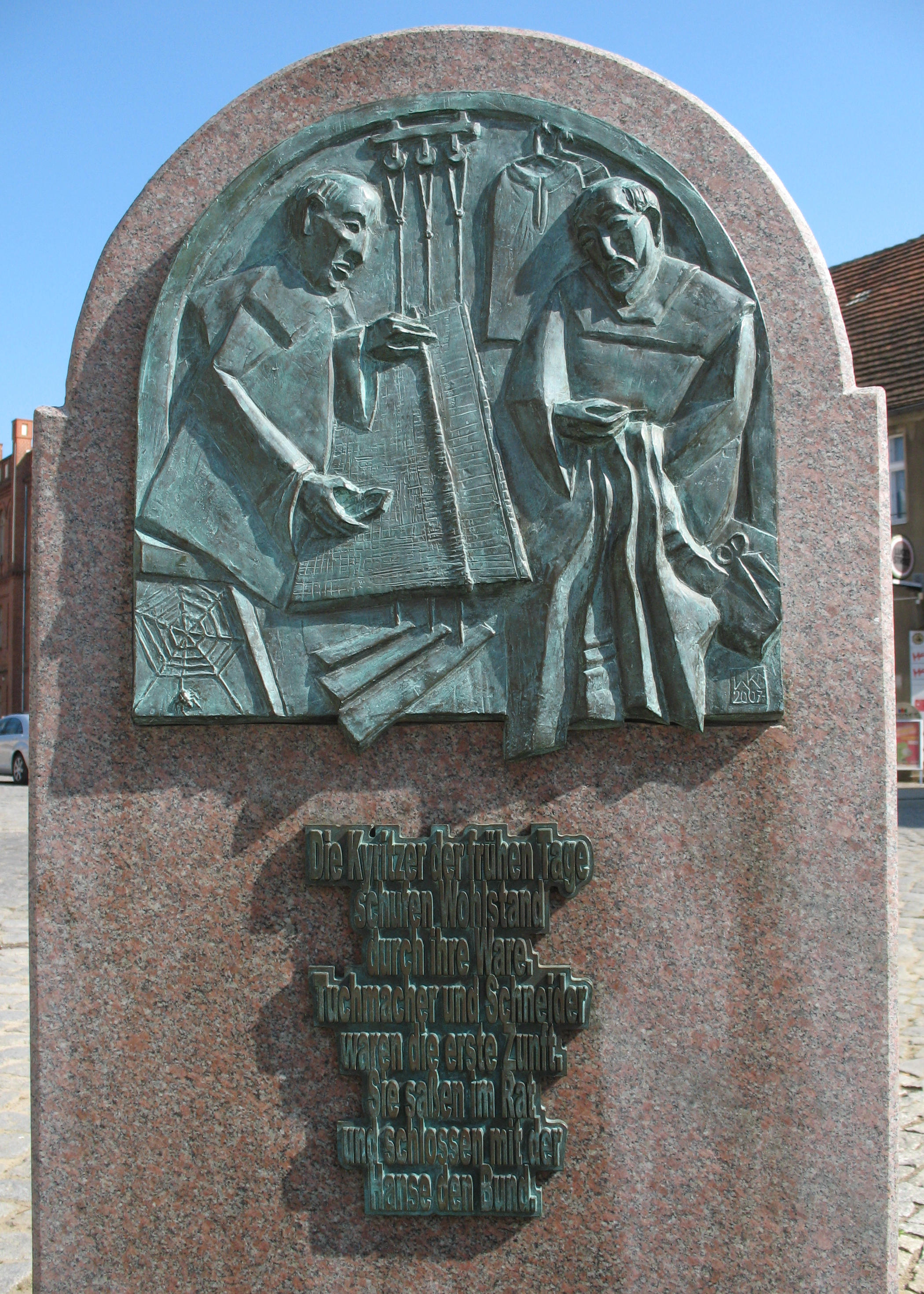